# Rivière Keswick
Pour les articles homonymes, voir Keswick.
La rivière Keswick est une rivière du Nouveau-Brunswick. Celle-ci se déverse dans le fleuve Saint-Jean à Mouth of Keswick. Les communautés suivantes se trouvent le long de cette rivière, d'amont en aval: Zealand, Burtts Corner, Keswick et Mouth of Keswick. La rivière portait autrefois le nom de Madam Keswick River (rivière Madame Keswick).